# Russell P. Hartle

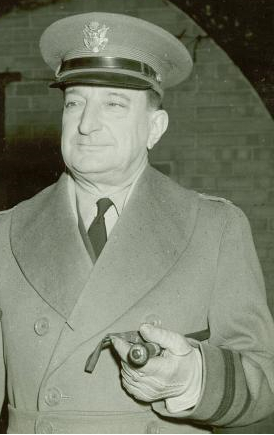
Russell P. Hartle

Russell Peter Hartle (* 26. Juni 1889 in Chewsville, Washington County, Maryland; † 23. November 1961 in  Bethesda, Maryland) war ein Generalmajor der United States Army.

## Leben
Russell Hartle war der Sohn von Barry McClellan Hartle (1863–1939) und dessen Frau Emma Belle Harp (1865–1913). Im Jahr 1910 absolvierte er das St. John's College in Annapolis. Anschließend trat er der United States Army bei und erhielt in der Infanterie den Rang eines Leutnants. In der Armee durchlief er anschließend alle Offiziersränge bis zum Zwei-Sterne-General. Die ersten zwei Jahre seiner Militärlaufbahn verbrachte er auf den Philippinen. Anschließend gehörte er im Jahr 1913 für kurze Zeit dem 10. Infanterie-Regiment an, das damals in Fort Douglas im Bundesstaat Utah stationiert war. Anschließend wurde er zum 20. Infanterie-Regiment versetzt, in dem er bis 1916 verblieb. Diese Einheit war während des Grenzkonflikts zwischen den USA und Mexiko an der Grenze zwischen den beiden Staaten stationiert.
Während des Ersten Weltkriegs diente Hartle als Hauptmann in der 13. Infanterie-Division. Diese Einheit sollte erst im Jahr 1919 nach Europa versetzt werden, um dann in den Krieg einzugreifen. Da dieser aber bereits im November 1918 mit dem Waffenstillstand zu Ende ging, kam Hartles Division nicht mehr zum Einsatz. Anschließend hielt Hartle am Utah Agricultural College, der heutigen Utah State University, Vorlesungen über Militärwissenschaft und Taktik.
In den 1920er und 1930er Jahren setzte Russell Hartle seine militärische Laufbahn fort. Neben militärischen Aufgaben widmete er sich auch seiner Weiterbildung. 1924 absolvierte er die United States Army Infantry School in Fort Benning in Georgia und ein Jahr später das Command and General Staff College in Fort Leavenworth. Im Jahr 1934 absolvierte er auch noch das Naval War College in Newport in Rhode Island. Dazwischen diente er in verschiedenen Einheiten. Im Jahr 1930 wurde er, inzwischen im Rang eines Majors, erneut auf die Philippinen versetzt. Als Kommandeur eines Bataillons des 31. Infanterie-Regiments wurde er im Jahr 1932 in das chinesische Shanghai entsandt, um dort die amerikanische Bevölkerung angesichts der japanischen Expansion gegen China zu schützen. Nach seinem Abschluss am Naval War College war Hartle in den Jahren 1934 bis 1938 Stabsoffizier in der War Plans Division im Kriegsministerium der Vereinigten Staaten. In diese Zeit fiel im Jahr 1935 seine Beförderung zum Oberstleutnant. Zwischen 1939 und 1941 kommandierte der nun zum Oberst beförderte Offizier das 65. Infanterie-Regiment, das in Puerto Rico stationiert war. Seine Aufgabe dort bestand unter anderem darin, die Verteidigung der Karibik für den Kriegsfall zu optimieren. Am 1. Oktober 1940 erfolgte Hartles Beförderung zum Brigadegeneral.
Bereits ein Jahr später erfolgte seine Ernennung zum Generalmajor. Zwischen August 1941 und Mai 1942 hatte Hartle das Kommando über die 34. Infanterie-Division. In diese Zeit fiel der amerikanische Eintritt in den Zweiten Weltkrieg. Seine Division, die aus Einheiten der Nationalgarden verschiedener Bundesstaaten bestand, wurde zunächst in Louisiana ausgebildet und dann im Januar 1942 nach Nordirland verlegt. Es war die erste größere Militäreinheit der Vereinigten Staaten, die ins Vereinigte Königreich verlegt wurde. Hartles nächstes Kommando war der Oberbefehl über das V. Korps. Diesen Posten bekleidete er als Nachfolger von William S. Key zwischen dem 20. Mai 1942 und dem 14. Juli 1943. Anschließend wurde er nach Camp Fannin in Texas versetzt, wo er mit der Rekrutenausbildung zukünftiger Frontsoldaten betraut war. Der Grund für seine Abberufung aus dem aktiven Kriegsdienst in Europa ist unbekannt. Möglicherweise waren seine Vorgesetzten mit den Leistungen des Corps unter seinem Befehl nicht zufrieden. Hartle blieb noch bis zum 30. Juni 1946 in der Armee. Dann trat er aus gesundheitlichen Gründen in den Ruhestand, den er in seiner Heimat, dem Washington County in Maryland, verbrachte.
Russell Hartle war seit 1917 mit Lucile Anne Clark (1888–1976) verheiratet. Das Paar hatte keine Kinder. Sein Spitzname in der Armee war Scrabby. Bemerkenswert ist, dass er der erste Offizier war, der sowohl das United States Army War College als auch das Naval War College absolvierte. Eine möglicherweise geplante politische Laufbahn nach dem Ende seiner Militärzeit scheiterte 1950 mit einer erfolglosen Kandidatur für das Repräsentantenhaus der Vereinigten Staaten. Als Demokrat unterlag er im sechsten Kongresswahlbezirk von Maryland dem republikanischen Amtsinhaber James Glenn Beall. Hartle starb am 23. November 1961 in Bethesda und wurde auf dem Rose Hill Cemetery in Hagerstown beigesetzt.

## Orden und Auszeichnungen
Russell Hartle erhielt im Lauf seiner militärischen Laufbahn unter anderem folgende Auszeichnungen:
- Army Distinguished Service Medal
- Legion of Merit
- Mexican Border Service Medal
- World War I Victory Medal
- Army of Occupation of Germany Medal
- American Defense Service Medal
- American Campaign Medal
- European-African-Middle Eastern Campaign Medal
- World War II Victory Medal